# 小久保製氷冷蔵
小久保製氷冷蔵株式会社（こくぼせいひょうれいぞう）は、千葉県八千代市に本社を置く食品メーカー。ロックアイスブランドの氷の製造販売で知られ、他にも冷凍技術を活かした中華饅頭をはじめとする菓子類の製造も行う。

## 製品
- 氷 - ロックアイス、板氷、フラッペ用氷
- 中華饅頭、和菓子、洋菓子

## 沿革
- 1929年（昭和4年）1月 - 東京都江戸川区に、石油プラント業として創業。
- 1934年（昭和9年）1月  - 合名会社小久保製作所設立。
- 1947年（昭和22年）11月 - 初代社長の小久保小平が逝去。2代目社長の小久保敏により、石油プラントの冷凍設備を活かした製氷会社への転換を図る[1]。株式会社化し、小久保冷凍株式会社に社名変更。
- 1969年（昭和44年）9月 - 小久保製氷冷蔵株式会社に社名変更。
- 1973年（昭和48年）10月 - ロックアイスの製造販売を開始。
- 1979年（昭和54年）7月 - 本社を八千代市に移転。
- 1990年（平成2年）9月 - 中華饅頭の製造販売を開始。
- 2012年（平成24年）12月 - 米久より、一口羊羹の製造を行う株式会社平田屋（本社・静岡県三島市）の全株式を取得[2]。
- 2023年（令和5年）3月31日 - 株式会社オッジおよび株式会社平田屋の全株式をオールハーツ・カンパニーに譲渡[3]

## スポンサー活動
バスケットボール
- ジャパン・プロフェッショナル・バスケットボールリーグ - サポーティングカンパニー
- 千葉ジェッツふなばし - オフィシャルパートナー（専用練習場施設としてロックアイスベースが千葉県八千代市にある。2023-24シーズンまではユニフォームの背面上部にスポンサー表記）
- サンロッカーズ渋谷 - オフィシャルパートナー
- 川崎ブレイブサンダース - オフィシャルスポンサー
- 富山グラウジーズ - オフィシャルパートナー
- 横浜ビー・コルセアーズ - プラチナパートナー（ユニフォームの背面下部にスポンサー表記）
- 三遠ネオフェニックス - ダイヤモンドパートナー（ユニフォームの背面上部にスポンサー表記）
- ファイティングイーグルス名古屋 - ダイヤモンドスポンサー（ユニフォームの背面上部にスポンサー表記）
- 東海大学男子バスケットボール部シーガルス
- 開志国際高等学校男子バスケットボール部

野球
- 福岡ソフトバンクホークス - オフィシャルスポンサー

サッカー
- ジェフユナイテッド市原・千葉レディース - アシストスポンサー

ゴルフ
- 宮里美香
- 中央学院大学体育会ゴルフ部